# Менло-Парк (Каліфорнія)
Менло-Парк (англ. Menlo Park) — місто (англ. city) в США, у східній частині округу Сан-Матео в Області затоки Сан-Франциско штату Каліфорнія. Населення — 33 780 осіб (2020). Менло-Парк є одним із найбільш освічених міст штату Каліфорнія та всіх Сполучених Штатів. 70 відсотків його мешканців мають академічний ступінь магістра чи вищий.

## Географія
Менло-Парк розташоване за координатами 37°28′47″ пн. ш. 122°8′53″ зх. д. / 37.47972° пн. ш. 122.14806° зх. д. (37.479736, -122.148097). Виходить до берегів затоки Сан-Франциско на півночі та сході, межує з Іст-Пало-Альто, Пало-Альто, Стенфордом на півдні, Атертоном, Норт-Фейр-Оукс та Редвуд-Сіті на заході. Місто посіло 15-ту сходинку серед американських міст у рейтингу CNN «Найкращі місця для життя для багатих та самотніх».
За даними Бюро перепису населення США в 2010 році місто мало площу 45,10 км², з яких 25,35 км² — суходіл та 19,75 км² — водойми.

## Демографія
Згідно з переписом 2010 року, у місті мешкало 32 026 осіб у 12 347 домогосподарствах у складі 7573 родин. Густота населення становила 710 осіб/км². Було 13085 помешкань (290/км²).
Расовий склад населення:
| - 70,2 % — білих - 9,9 % — азіатів - 4,8 % — чорних або афроамериканців - 1,4 % — вихідців з тихоокеанських островів - 0,5 % — корінних американців - 8,7 % — осіб інших рас |

До двох чи більше рас належало 4,5 %. Частка іспаномовних становила 18,4 % від усіх жителів.
За віковим діапазоном населення розподілялося таким чином: 24,4 % — особи молодші 18 років, 61,3 % — особи у віці 18—64 років, 14,3 % — особи у віці 65 років та старші. Медіана віку мешканця становила 38,7 року. На 100 осіб жіночої статі у місті припадало 93,7 чоловіка; на 100 жінок у віці від 18 років та старших — 91,5 чоловіка також старших 18 років.
Середній дохід на одне домашнє господарство становив 195 749 доларів США (медіана — 121 816), а середній дохід на одну сім'ю — 236 508 доларів (медіана — 160 378). Медіана доходів становила 116 290 доларів для чоловіків та 79 351 долар для жінок. За межею бідності перебувало 7,8 % осіб, у тому числі 7,6 % дітей у віці до 18 років та 5,3 % осіб у віці 65 років та старших.
Цивільне працевлаштоване населення становило 16 237 осіб. Основні галузі зайнятості: освіта, охорона здоров'я та соціальна допомога — 26,6 %, науковці, спеціалісти, менеджери — 23,0 %, виробництво — 9,8 %, фінанси, страхування та нерухомість — 7,7 %.